# Дьяченко, Анатолий Петрович
Анатолий Петрович Дьяченко (род. 5 декабря 1946, Москва, РСФСР, СССР) — советский и российский учёный-правовед, специалист в области уголовного права и криминологии. Доктор юридических наук (1993), профессор (1996). Является известным специалистом в области изучения преступлений против половой свободы и половой неприкосновенности.

## Биография
Анатолий Дьяченко родился 5 декабря 1946 года в Москве. Его родители были военными, участниками Великой Отечественной войны. Учась в школе Анатолий проявил склонность к изучению предметов с гуманитарным уклоном. После окончания школы служил в Вооружённых силах СССР. После окончания службы поступил во Всесоюзный заочный юридический институт. Одновременно с учёбой в вузе работал на должности секретаря судебного заседания в районном суде Москвы, а затем с 1968 года работал в Московской городской прокуратуре. В 1970 году он окончил вуз и продолжил работать в прокуратуре, где сначала был следователем, а затем старшим следователем. Начиная с 1973 года и на протяжении четырёх лет совмещал работу с учёбой на заочном отделении аспирантуры Всесоюзного заочного юридического института. Начиная с 1977 года работал в системе органов МВД СССР.
Работая в прокуратуре, заинтересовался изучением уголовно-правовой оценки изнасилования. На следующий год после окончания аспирантуры успешно защитил диссертацию на соискание учёной степени кандидата юридических наук под научным руководством профессоров Мирона Гельфера и Алексея Игнатова на тему «Проблемы ответственности и применения наказания за изнасилование по советскому уголовному законодательству». Защитив диссертацию, Дьяченко не оставил исследование данного вопроса и в начале 1980-х годов опубликовал ряд работ в продолжение раскрытия этой тематики. Одной из работ, в которой Дьяченко продолжал исследовать изнасилования, стала монография «Проблемы борьбы с изнасилованием», которая была издана в 1981 году. В этой работе он проанализировал правовые позиции Верховного суда и зарубежное законодательство об изнасиловании. Одним выводов, сделанных в монографии, было то, что необходимо бороться с изнасилованиями не путём ужесточения наказания за их совершение, а путём профилактики — устранения факторов, способствующих изнасилованиям, что по мнению автора, могло бы предотвратить само преступление. В 1983 году ему было присвоено учёное звание доцента.
В 1993 году состоялась защита докторской диссертации по теме «Уголовно-правовая охрана граждан от преступлений в сфере сексуальных отношений», научным консультантом этой работы выступил профессор Генрих Миньковский. При работе над докторской диссертацией Дьяченко не только всесторонне исследовал данную тему, проанализировав труды учёных — представителей различных областей юридических, социологических и медицинских наук, но ещё и изучил уголовные дела в отношении около 2000 преступников, которые были осуждены за преступления против половой свободы и половой неприкосновенности, и опросил около 2200 судей, сотрудников МВД, исправительно-трудовых учреждений, адвокатов и учёных, а также «провёл беседы» с 350 осуждёнными за указанные преступления.

## Научные взгляды
А. П. Дьяченко является сторонником статистического метода исследования. Также он считает важной для исследований позиции Верховного Суда относительно конкретных преступлений, криминологическую характеристику подсудимого и виктимологическую характеристику потерпевшего, а также изучения опыта иностранного законодательства. Учёный никогда не менял своих научных взглядов

## Личная жизнь
Жена Галина. Анатолий Петрович увлекается изучением истории, делая акцент на изучении XX века. Его любимыми литераторами являются Константин Бальмонт, Андре Моруа, Юрий Нагибин и Фёдор Тютчев.

## Ссылка
- Страница на сайте ИГП РАН